# 王力航
王力航（1904年—1995年），字揆一。湖南省耒陽縣人。民國37年（1948年）在湖南省第三選區當選第一屆立法委員。

## 生平
- 金華縣縣長
- 浙江省第十區行政督察專員兼保安司令
- 長沙市市長
- 民國37年，當選立法委員，曾出席第一屆立法院第一會期。
- 就任湖南省政府委員兼建設廳長，註銷立法委員名籍[1][2][3]
- 去臺後任光復大陸設計委員，1995年底病逝